# City of Mitcham
City of Mitcham är en kommun i Australien. Den ligger i delstaten South Australia, nära delstatshuvudstaden Adelaide. Antalet invånare är 65 720.
Följande samhällen finns i Mitcham:
- Belair
- Blackwood
- Hawthorn
- Clarence Gardens
- Mitcham
- Clapham

I omgivningarna runt Mitcham växer huvudsakligen savannskog. Runt Mitcham är det ganska tätbefolkat, med 222 invånare per kvadratkilometer. Genomsnittlig årsnederbörd är 729 millimeter. Den regnigaste månaden är juni, med i genomsnitt 133 mm nederbörd, och den torraste är december, med 21 mm nederbörd.